# Bork Vikingehavn
Bork Vikingehavn er et Frilandsmuseum nær Bork Havn og sydenden af Ringkøbing Fjord, som beskæftiger sig med vikingetiden i Danmark og særligt i Jylland. Det er en del af Ringkøbing-Skjern Museum.
Det blev grundlagt i 2000 med støtte fra Arbejdsmarkedets Feriefond, Egvad Kommune og Ringkøbing Amt.
Museet er opbygget som en mindre vikingeby med en række huse, der bl.a. bygger på udgravninger i og omkring Tarm i 90'erne. Byen består af en række huse, håndværksboder, bådhuse, en kirke og flere vikingeskibe og både.
På stedet afholdes vikingemarked én gang om året.
- Frilandsmuseets havn ved Falen Å, der 500 m længere mod nord løber ud i Ringkøbing Fjord
- Skibe i havnen
- Det indre af stedets kirke